# Михаил Силаги
Михаил Силаги (* 8 ноември 1878 – † 1951) е български фармаколог, масон, полиглот, фотограф.
Той е сред основателите на аптекарското дело в страната, собственик на първата лека кола в града (марка „Ситроен“). Дал е много за Русе като професионалист и учител на млади аптекари.

## Биография
Михаил Силаги е роден 8 ноември 1878 г. в гр. Русе, България. Умира през 1951 г., след национализацията.

### Аптекарска кариера
Учи във Виена и получава диплома на магистър-фармацевт. Завръща се в Русе и заедно с баща си Георги Силаги откриват първата модерно обзаведена аптека „Унгарска Корона“ на ул. „Варош“. В Търговския регистър на Русенския окръжен съд е отбелязано, че с постановление № 141 от 15 януари 1901 г. се вписва фирмата „Михаил Георгев Силаги“. Посочва се, че местонахождението на главната кантора и на клоновете на главното заведение на фирмата са в Русе. Притежател на фирмата е „Михаил Георгев Силаги аптекар в г. Русе“.
Публикацията за регистрацията на фирмата в „Държавен вестник“ доуточнява, че тя е вписана в едноличния търговски регистър на Русенския окръжен съд под № 610/I и няма клонове в страната. Предметът на дейността на предприятието е ясно указан – „търговия на аптекарство“. Всъщност с фиктивен акт за покупко-продажба Георги Силаги прехвърля аптеката на сина си Михаил, за да му даде свобода на действие. Срещу това Михаил трябва да поеме грижата за издръжката на старите си родители, както и да обезпечи с парични суми своите 2 братя и 2 сестри. Аптеката се намирала в партера на Българска кредитна банка „Гирдап“ (по-късно Концертно бюро). Имала специална рецептурна стая за приготвяне на място на всички лекарства. Като съвременна аптека навремето в нея стажуват всички русенски аптекари – Манев, Глушков, Менахемов, Досев и др.
През 1914 г. в София се основава Българско аптекарско кооперативно дружество. Георги и Михаил Силаги участват в управителното му тяло, имат максимално възможните 200 дяла. Тогава през Русе минава канал за внос на лекарства, тинктури, суровини от Австро-Унгария по река Дунав. М. Силаги отговаря за вноса и доставката до складовете в София, където се разпределят за страната.

### Други занимания
Съобразно семейната традиция във фамилията Силаги, завършва военно училище и на 11 февруари 1902 е произведен в подпоручик.
Михаил Силаги има награди за участието си в Балканската, Междусъюзническата и Първата световна война в състава на 5-а Дунавска дивизия като санитарен капитан.
Занимава се с фотография. Всички фотоплаки, направени от него за участието на 5-и пехотен дунавски полк по фронтовете на войните, са предоставени на Регионалния исторически музей в Русе.

### Архитектурно наследство
След пожара и фалита на дружество „Гирдап“ през 1924 г., на което е бил акционер, Силаги купува място от Турското мюфтийско настоятелство и строи къща и аптека на улица „Александровска“ № 44, срещу банка „Гирдап“. Години по-късно аптека „Силаги“ става първата държавна аптека в Русе.
Проектът, дело на архитект Деветаков, е съобразен с изящните фасади по главната улица на Русе, украсени с колони, балкони, фризове, декоративни детайли. Сградата е с масивна конструкция тип „пруски свод“.
След национализацията на мястото на аптека „Силаги“ се помещава магазин за оптика. Днес къщата е предоставена на наследниците и там се намира фирма, носеща името „Силаги“.

## Семейство
Син е на Георги Силаги, унгарски възрожденец и революционер. Женен е за Ана Рибарова, с която нямат деца, но осиновяват племенника си – син на убития през 1944 г. виден русенски адвокат Иван Хаджииванов.

## Цитирана литература
- Джумалиев, Г. Георг Силаги – културен и театрален деец в гр. Шумен през Възраждането. – В: в. Коларовградска борба, Коларовград, №62, 15 август 1956. Според родовото предание Елизабет Силаги била кралица на Унгария, т.е. родът на Георг Силаги бил благороднически. – Вж. Тавит, Х. Михаил Силаги – доайенът на русенските аптекари. – В: сп. Пристан, Русе, ноември 2003, №11, с. 7.
- Радков, Ив. Масонството в Русе. Русе, 2003, 25 – 26.
- ИМ-Русе, Инв. №3892.
- Тавит, Х. Цит. съч., с. 7.
- ДА-Русе, ф. 117, оп. 3, а.е. 4, л. 63 – 64.
- Държавен вестник, №27, 3 февруари 1901.
- М-Русе, Инв. №3891.
- Тавит, Х. Цит. съч., с. 7 – 8.
- ИМ-Русе, Инв. №3897.
- ИМ-Русе, Инв. №3898.
- В. Русенска поща, Русе, №3058, 14 март 1931.
- Тавит, Х. Цит. съч., с. 8.
- В. Утро, Русе, №37, 13 февруари 2004.
- Руменин, Румен. Офицерският корпус в България 1878 – 1944 г.   София, Издателство на Министерството на отбраната „Св. Георги Победоносец“, 1996., том VI, стр. 201, №235